# Styela angularis
Styela angularis is een zakpijpensoort uit de familie van de Styelidae. De wetenschappelijke naam van de soort werd in 1855 voor het eerst geldig gepubliceerd door William Stimpson. Deze soort wordt gevonden langs de kust van zuidelijk Afrika van de Lüderitzbaai in Namibië tot de Oost-Kaap.

## Beschrijving
Styela angularis is een solitair-levende zakpijp van 100 mm lang, met een taaie flexibele ondoorzichtige zeshoekige mantel taps toelopend naar een smalle basissteel. Hij staat rechtop op de vaste ondergrond.